# Metron (periodico)
Metron fu una rivista mensile d'architettura e urbanistica fondata a Roma come espressione dell'Associazione per l'architettura organica (A.P.A.O.), co-diretta da Luigi Piccinato e Mario Ridolfi a cui, dal n. 24, si aggiungeranno Silvio Rediconcini e Bruno Zevi ed infine Riccardo Musatti in sostituzione di Mario Ridolfi.
Le pubblicazioni della rivista servirono ad aggiornare la cultura italiana che il fascismo aveva isolato dal circuito internazionale.
Fra i collaboratori si ricordano Lewis Mumford, Enrico Peressutti, Le Corbusier, Alvar Aalto, Sigfried Giedion, Alexander Klein, Walter Gropius, Martin Wagner, Leonid Brutzkus, Frank Lloyd Wright, Giuseppe Samonà, Richard Neutra, Giovanni Astengo, Giuseppe De Luca, Ludovico Quaroni, Franco Albini, Giulio Carlo Argan, Eugenio Montuori, George Howe, Arialdo Daverio, Piero Bottoni, Mario Fiorentino, Roberto Pane, Ettore Sottsass, Carlo Scarpa, Carlo Ludovico Ragghianti, J.J.P. Oud, Marcello Nizzoli, Marinella Ottolenghi, Bernhard Lindahl, Giuseppe Caronia, Gino Levi Montalcini, Carlo Mollino.